# 임강 이씨
임강 이씨(臨江李氏)는 경기도 장단군을 본관으로 하는 한국의 성씨이다. 시조는 조선에서 부사직(副司直)을 지낸 이영손(李永孫)이다.

## 참고 자료
- “임강이씨(臨江李氏)”. 뿌리를 찾아서.[깨진 링크(과거 내용 찾기)]